# Malaysischer Ringgit

Wechselkurs des Euro zum Ringgit seit 2005

Der Ringgit, auch Malaysischer Ringgit genannt, ist die Währung Malaysias (Währungscode MYR). Er unterteilt sich in 100 Sen. Informell ist der Ringgit auch als malaiischer Dollar bekannt. Neben dem malaysischen Ringgit wird auf Malaiisch auch der Brunei-Dollar umgangssprachlich als Ringgit bezeichnet.

## Geschichte
Das malaiische Wort Ringgit bedeutet gezackt und bezieht sich auf die gezackten Ränder der spanischen Silberdollars, die seit dem 16. Jahrhundert in Südostasien als Zahlungsmittel verwendet worden waren – Silber und Silbermünzen waren, ausgehend von China, dem Silber mangelte, praktisch die einzigen Mittel und Materialien, mittels deren für Europäer Handel im Einflussbereich des Kaiserreichs China möglich war.
Seit 1837 war in der Nachfolge der Silberdollars die indische Rupie gesetzliches Zahlungsmittel für die Straits Settlements, ab 1867 jedoch wieder der Silberdollar. 1903 wurde dann der Straits-Dollar durch das kolonialbritische Währungsamt eingeführt. Der Wechselkurs wurde damals mit zwei Shilling und vier Pence festgelegt; Privatbanken wurde untersagt, Banknoten zu drucken.

## Neuordnung nach dem Zweiten Weltkrieg
Der Straits-Dollar war (mit Ausnahme der Zeit der  japanischen Besetzung 1942–1945) bis 1953 Zahlungsmittel des Landes. Im März 1953 erfolgte die Ausgabe des Malaya- und Britisch-Borneo-Dollars für die Föderation Malaya und die britischen Kolonien Singapur, Sarawak, Britisch-Nordborneo und für das Protektorat Brunei. In diesen Jahren wurden die Staaten der Malaiischen Halbinsel und Borneos aus dem britischen Kolonialreich entlassen und selbständig. Im Jahr 1967 wurde der Malaya- und Britisch-Borneo-Dollar zusammen mit dem Pfund Sterling um 15 % abgewertet, wohingegen die neuen Banknoten der Bank Negara Malaysia und der Währungskommissionen von Singapur und Brunei nicht abgewertet wurden.
Seit August 1975 ist der Name Ringgit alleinige Bezeichnung für die malaysische Währung. Bis dahin war die englische Bezeichnung Dollar. Das Symbol $ wurde aber erst in den 1990er Jahren durch RM ersetzt.
Nach der Asienkrise von 1997 war der Wechselkurs des Ringgit zum US-Dollar mit 3,80 RM pro Dollar festgelegt. Seit dem 21. Juli 2005 ist der Ringgit wieder vom US-Dollar entkoppelt.